# Indevillers
Indevillers est une commune française rurale de montagne, située dans le département du Doubs, la région culturelle et historique de Franche-Comté et la région administrative Bourgogne-Franche-Comté.

## Géographie

### Toponymie
Ayndivillar en 1177 ; Indevillers depuis 1790.
Indevillers, fait partie de l'arrondissement de Montbéliard. La commune est située à une altitude moyenne d'environ 698 mètres ; elle se situe à 153 km de Strasbourg.
Indevillers est arrosée par le Doubs et appartient au Massif du Jura.
La commune se trouve à proximité du Parc naturel régional des Ballons des Vosges. La Forêt Hollard est à environ 16 km de la commune.

### Climat
Pour des articles plus généraux, voir Climat de la Bourgogne-Franche-Comté et Climat du Doubs.
En 2010, le climat de la commune est de type climat de montagne, selon une étude du Centre national de la recherche scientifique s'appuyant sur une série de données couvrant la période 1971-2000. En 2020, Météo-France publie une typologie des climats de la France métropolitaine dans laquelle la commune est exposée à un climat de montagne ou de marges de montagne et est dans la région climatique  Jura, caractérisée par une forte pluviométrie en toutes saisons (1 000 à 1 500 mm/an), des hivers rigoureux et un ensoleillement médiocre. 
Pour la période 1971-2000, la température annuelle moyenne est de 7,9 °C, avec une amplitude thermique annuelle de 16,9 °C. Le cumul annuel moyen de précipitations est de 1 476 mm, avec 12,2 jours de précipitations en janvier et 11,5 jours en juillet. Pour la période 1991-2020, la température moyenne annuelle observée sur la station météorologique de Météo-France la plus proche, « Maiche », sur la commune de Maîche à 13 km à vol d'oiseau, est de 7,7 °C et le cumul annuel moyen de précipitations est de 1 433,0 mm. 
La température maximale relevée sur cette station est de 34,9 °C, atteinte le 25 juillet 2019 ; la température minimale est de −26,8 °C, atteinte le 1er mars 2005,,. 
Les paramètres climatiques de la commune ont été estimés pour le milieu du siècle (2041-2070) selon différents scénarios d'émission de gaz à effet de serre à partir des nouvelles projections climatiques de référence DRIAS-2020. Ils sont consultables sur un site dédié publié par Météo-France en novembre 2022.

## Urbanisme

### Typologie
Au 1er janvier 2024, Indevillers est catégorisée commune rurale à habitat dispersé, selon la nouvelle grille communale de densité à 7 niveaux définie par l'Insee en 2022.
Elle est située hors unité urbaine et hors attraction des villes,.

### Occupation des sols
L'occupation des sols de la commune, telle qu'elle ressort de la base de données européenne d’occupation biophysique des sols Corine Land Cover (CLC), est marquée par l'importance des forêts et milieux semi-naturels (52,2 % en 2018), une proportion sensiblement équivalente à celle de 1990 (52,1 %). La répartition détaillée en 2018 est la suivante : 
forêts (52,2 %), prairies (45,5 %), zones agricoles hétérogènes (1,5 %), terres arables (0,7 %). L'évolution de l’occupation des sols de la commune et de ses infrastructures peut être observée sur les différentes représentations cartographiques du territoire : la carte de Cassini (XVIIIe siècle), la carte d'état-major (1820-1866) et les cartes ou photos aériennes de l'IGN pour la période actuelle (1950 à aujourd'hui).

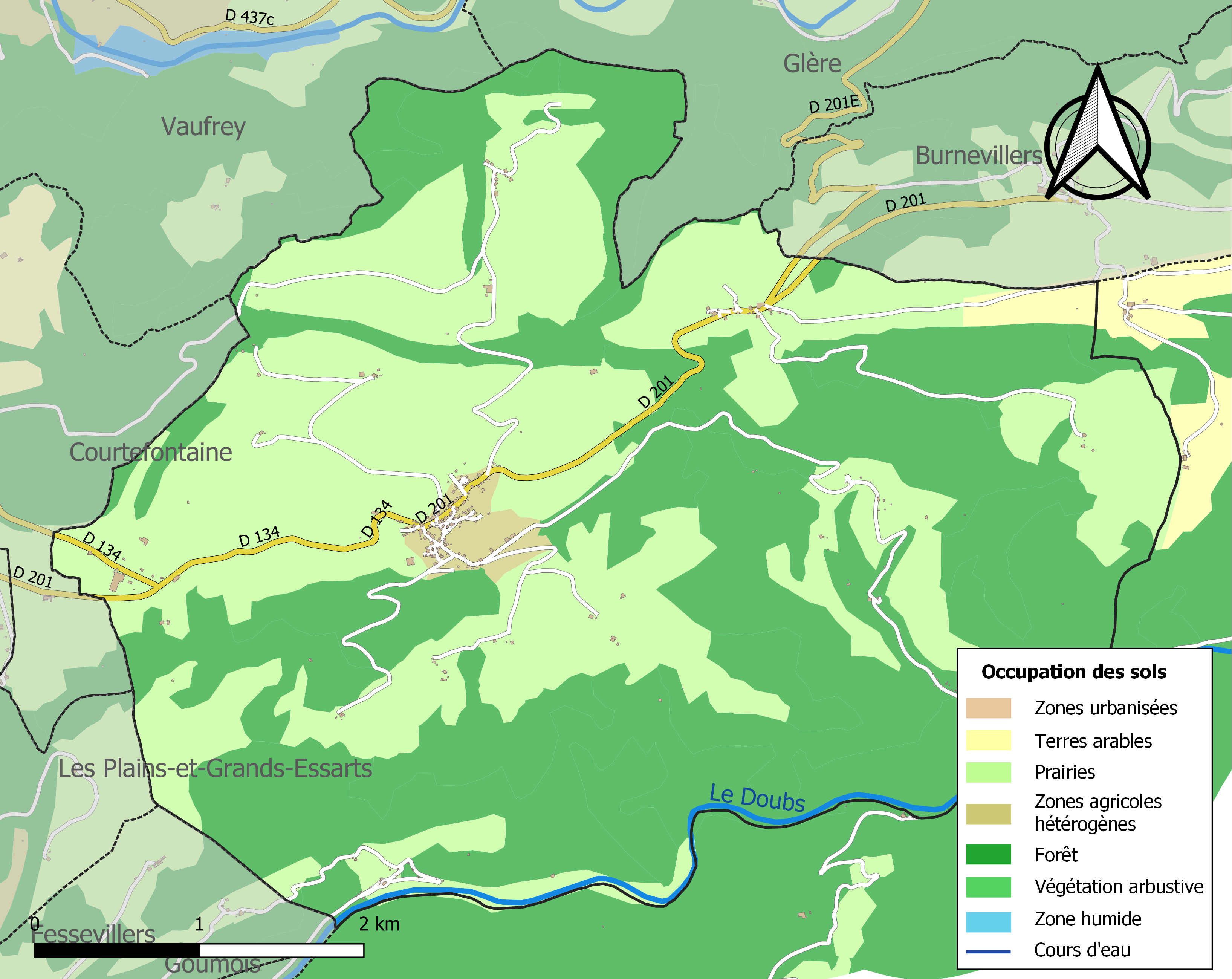
Carte des infrastructures et de l'occupation des sols de la commune en 2018 (CLC).

## Histoire
Sur le territoire de la commune, subsistent quelques vestiges du château de Chauvilliers, ancienne seigneurie de l'évêché de Bâle.
Cette seigneurie partagea le destin de la châtellenie de Saint-Ursanne (Suisse). Elle fut engagée à l'amiral Jean de Vienne (seigneur de Roulans) de 1376 à 1384, à la ville de Bâle de 1384 à 1388, aux sires de Neuchâtel en Bourgogne de 1388 à 1426, puis au comte de La Roche (en Montagne) de 1426 à 1436.
Le château avait été bâti au XIIIe siècle pour protéger les terres de l'évêché de Bâle face à la Comté. Il fut assiégé et partiellement ruiné par les Écorcheurs en 1444.
Lors des Guerres de Bourgogne, 2 000 Bourguignons l'assiégèrent en mai 1475, sa garnison n'étant alors composée que de six hommes... Il fut repris peu de temps après par les Confédérés. Ce château ne fut définitivement détruit par les Français de Grancey qu'en 1637.
De nos jours, seul le grand fossé taillé dans le roc laisse imaginer sa grandeur passée.

## Politique et administration

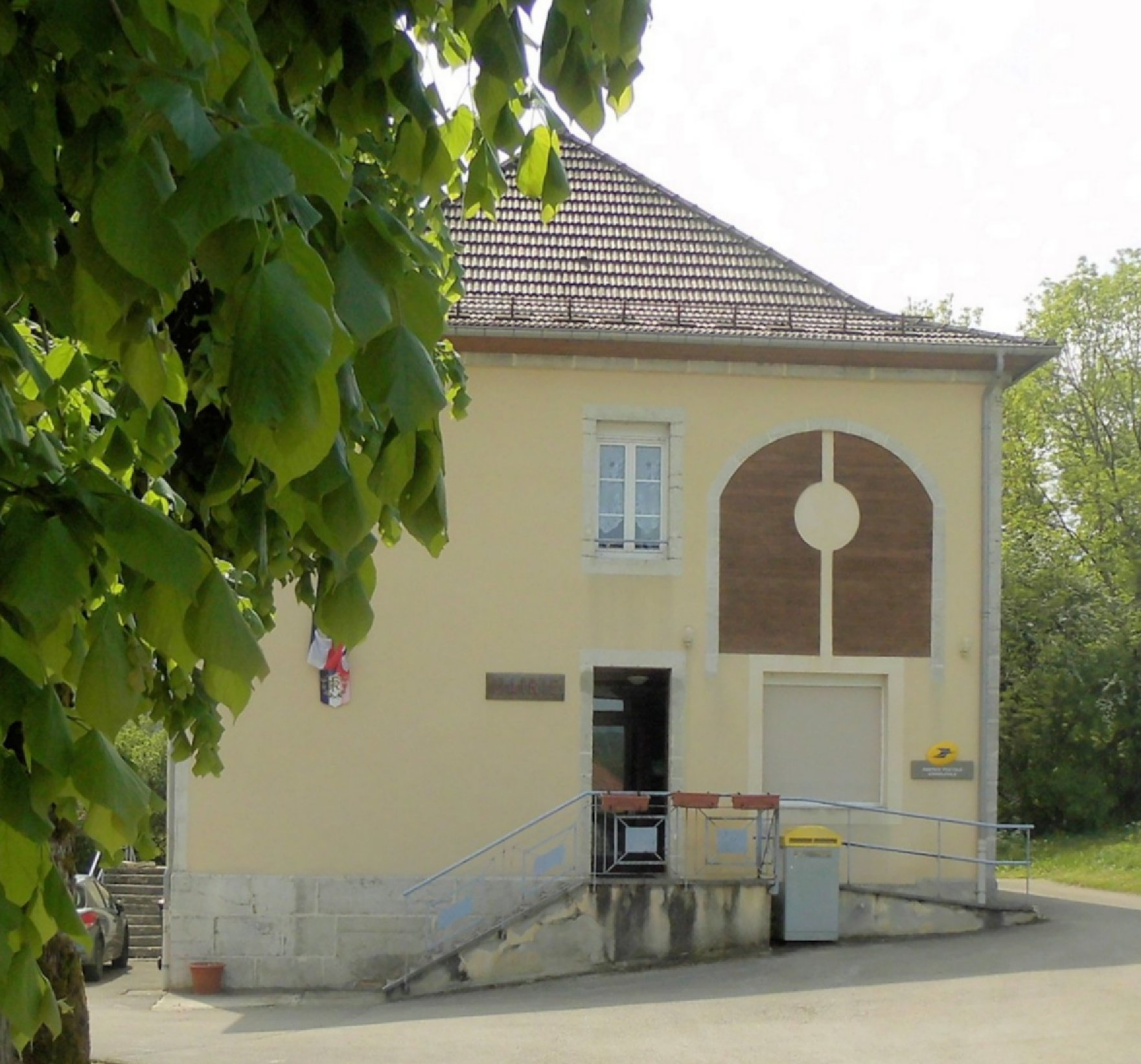
La mairie

| Période                                  | Période  | Identité         | Étiquette | Qualité     |
| ---------------------------------------- | -------- | ---------------- | --------- | ----------- |
| mars 2008                                | mai 2020 | Claude Schneider | DVD       | Retraité    |
| mai 2020                                 | En cours | Guy Arguedas     |           | Agriculteur |
| Les données manquantes sont à compléter. |          |                  |           |             |

## Démographie
L'évolution du nombre d'habitants est connue à travers les recensements de la population effectués dans la commune depuis 1793. Pour les communes de moins de 10 000 habitants, une enquête de recensement portant sur toute la population est réalisée tous les cinq ans, les populations de référence des années intermédiaires étant quant à elles estimées par interpolation ou extrapolation. Pour la commune, le premier recensement exhaustif entrant dans le cadre du nouveau dispositif a été réalisé en 2007.

En 2022, la commune comptait 248 habitants, en évolution de −1,2 % par rapport à 2016 (Doubs : +1,88 %, France hors Mayotte : +2,11 %).
| 1793 | 1800 | 1806 | 1821 | 1831 | 1836 | 1841 | 1846 | 1851 |
| ---- | ---- | ---- | ---- | ---- | ---- | ---- | ---- | ---- |
| 604  | 658  | 709  | 777  | 704  | 799  | 845  | 928  | 893  |

| 1856 | 1861 | 1866 | 1872 | 1876 | 1881 | 1886 | 1891 | 1896 |
| ---- | ---- | ---- | ---- | ---- | ---- | ---- | ---- | ---- |
| 806  | 820  | 754  | 718  | 743  | 690  | 708  | 685  | 606  |

| 1901 | 1906 | 1911 | 1921 | 1926 | 1931 | 1936 | 1946 | 1954 |
| ---- | ---- | ---- | ---- | ---- | ---- | ---- | ---- | ---- |
| 537  | 532  | 531  | 447  | 473  | 455  | 396  | 402  | 378  |

| 1962 | 1968 | 1975 | 1982 | 1990 | 1999 | 2006 | 2007 | 2012 |
| ---- | ---- | ---- | ---- | ---- | ---- | ---- | ---- | ---- |
| 371  | 304  | 242  | 225  | 195  | 196  | 221  | 225  | 242  |

| 2017 | 2022 | - | - | - | - | - | - | - |
| ---- | ---- | - | - | - | - | - | - | - |
| 262  | 248  | - | - | - | - | - | - | - |

## Activités de la commune
Les activités de la commune sont situées notamment dans la culture et la production animale, chasse et services annexes, les activités immobilières, la sylviculture et l'exploitation forestière et les industries alimentaires.

## Lieux et monuments
- église gothique du XVIe siècle qui s'appelle l'église Saint-Ursanne[22]. Elle a été construite de 1842 à 1846.
- Chapelle Saint-Ursanne.
- Moulin appelé le Bief de Fuesse[23]. Dans le passé, ce moulin, qui comprend une roue à augets, alimentait plusieurs usines hydrauliques. Il est aujourd'hui en cours de restauration par une association[24].
- Une source très fraîche et rafraîchissante sourd du rocher dans une petite vasque naturelle. Ce site fut habité par un ermite dans la seconde moitié du XVIIIe siècle. Des cours d'enseignements étaient donnés par cet ermite aux enfants des villages environnants
- Ensemble de petits abris sous roche dénommé les "grottes de l'ermitage"

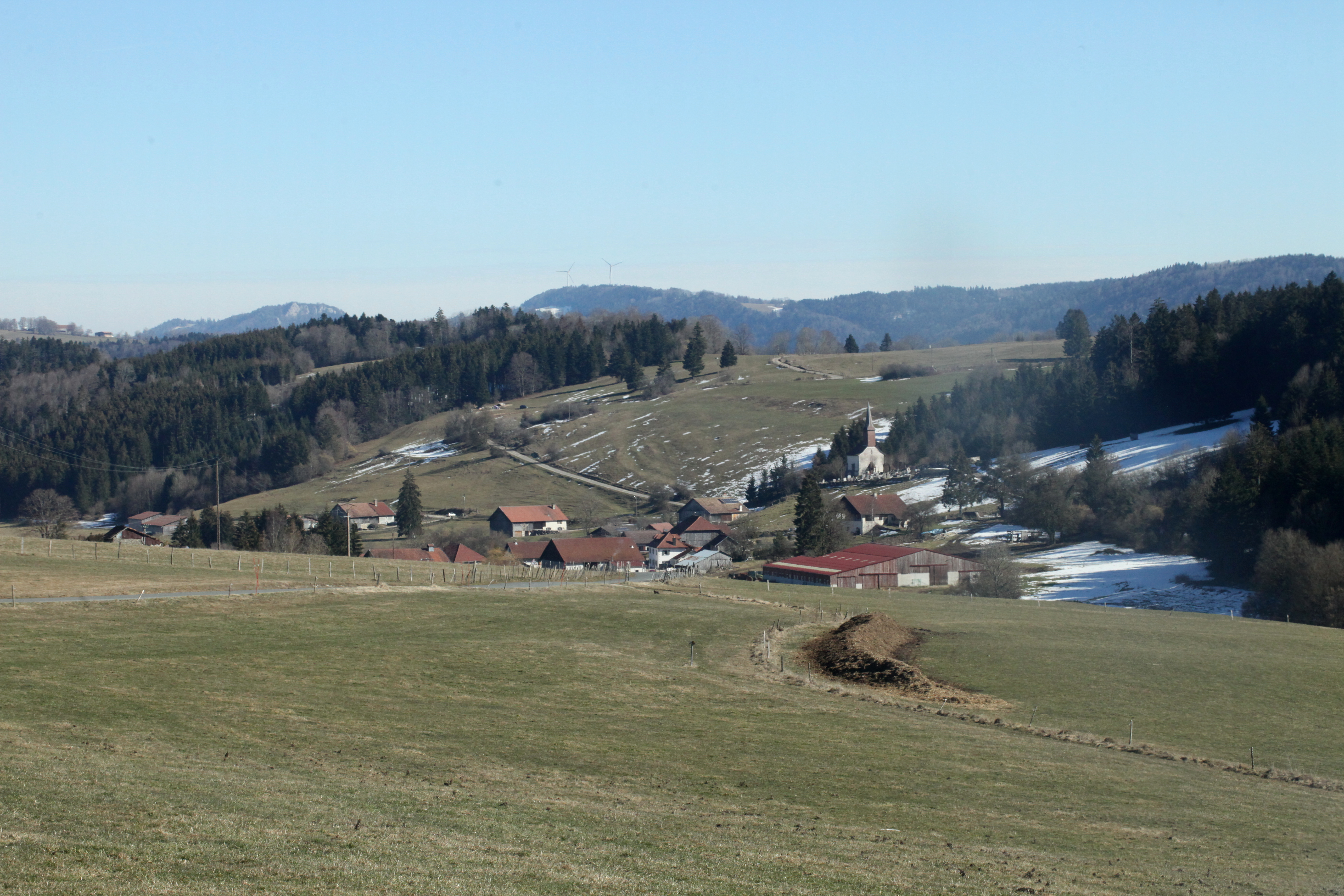
Vue générale.
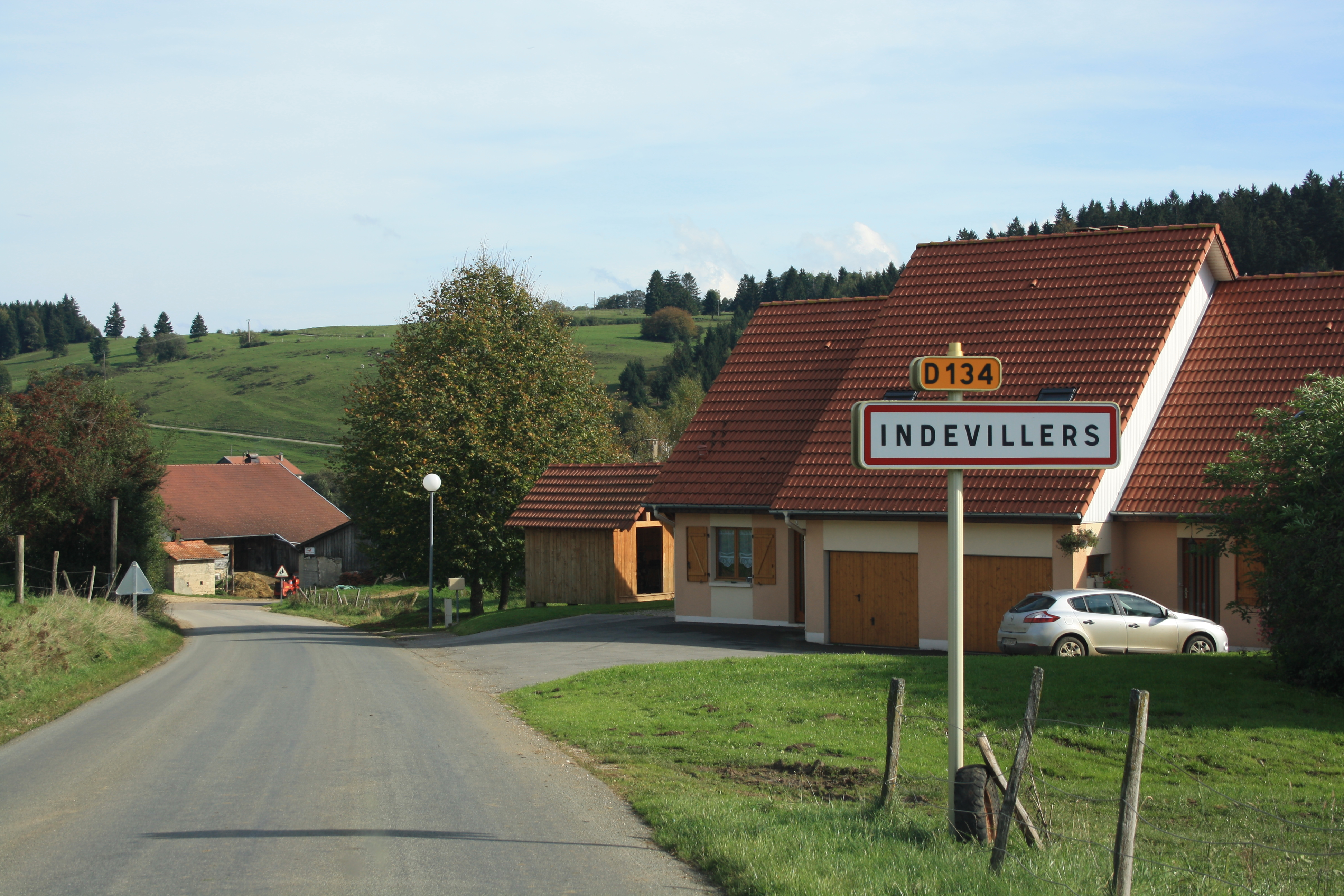
Entrée du village.
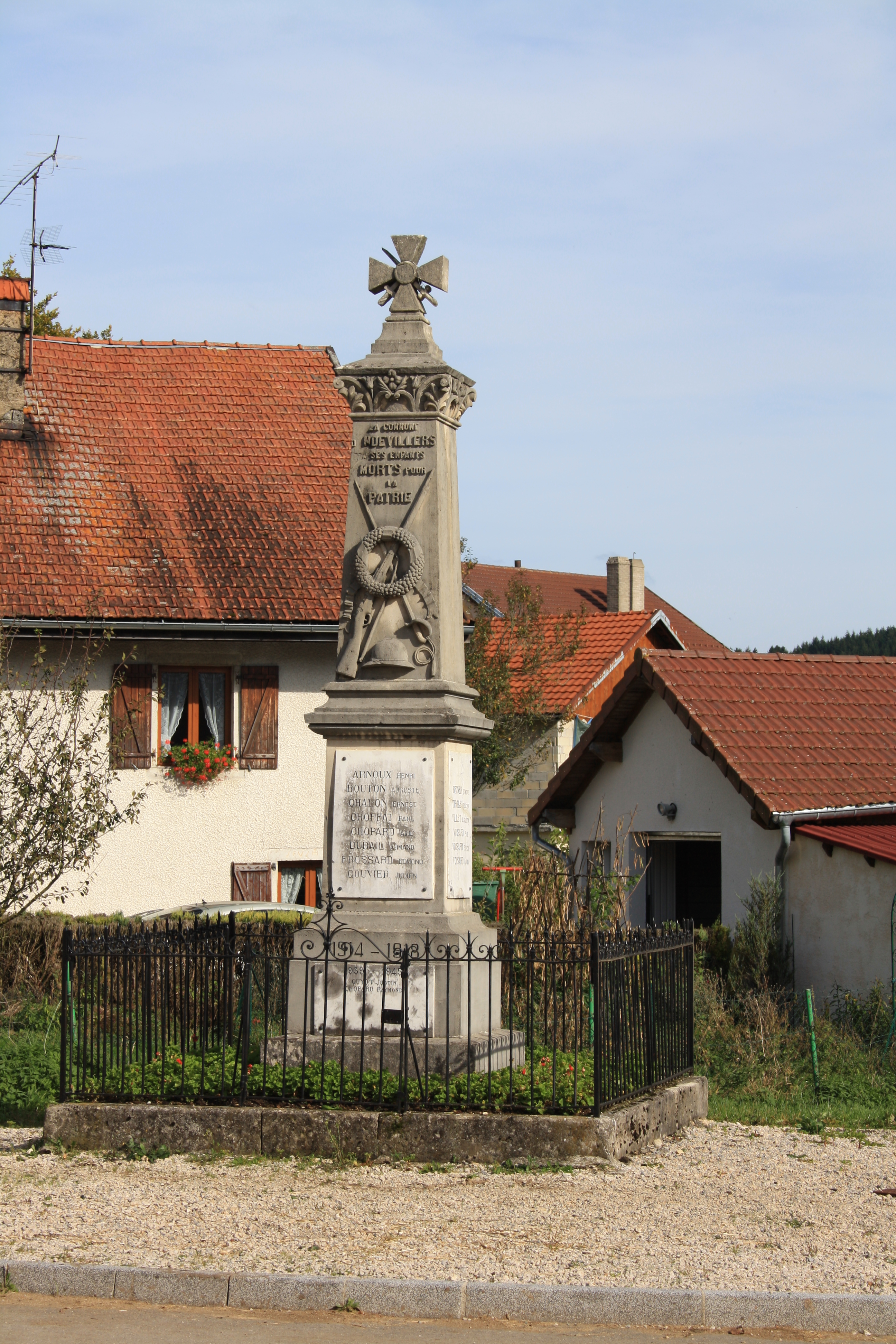
Monument aux mort.
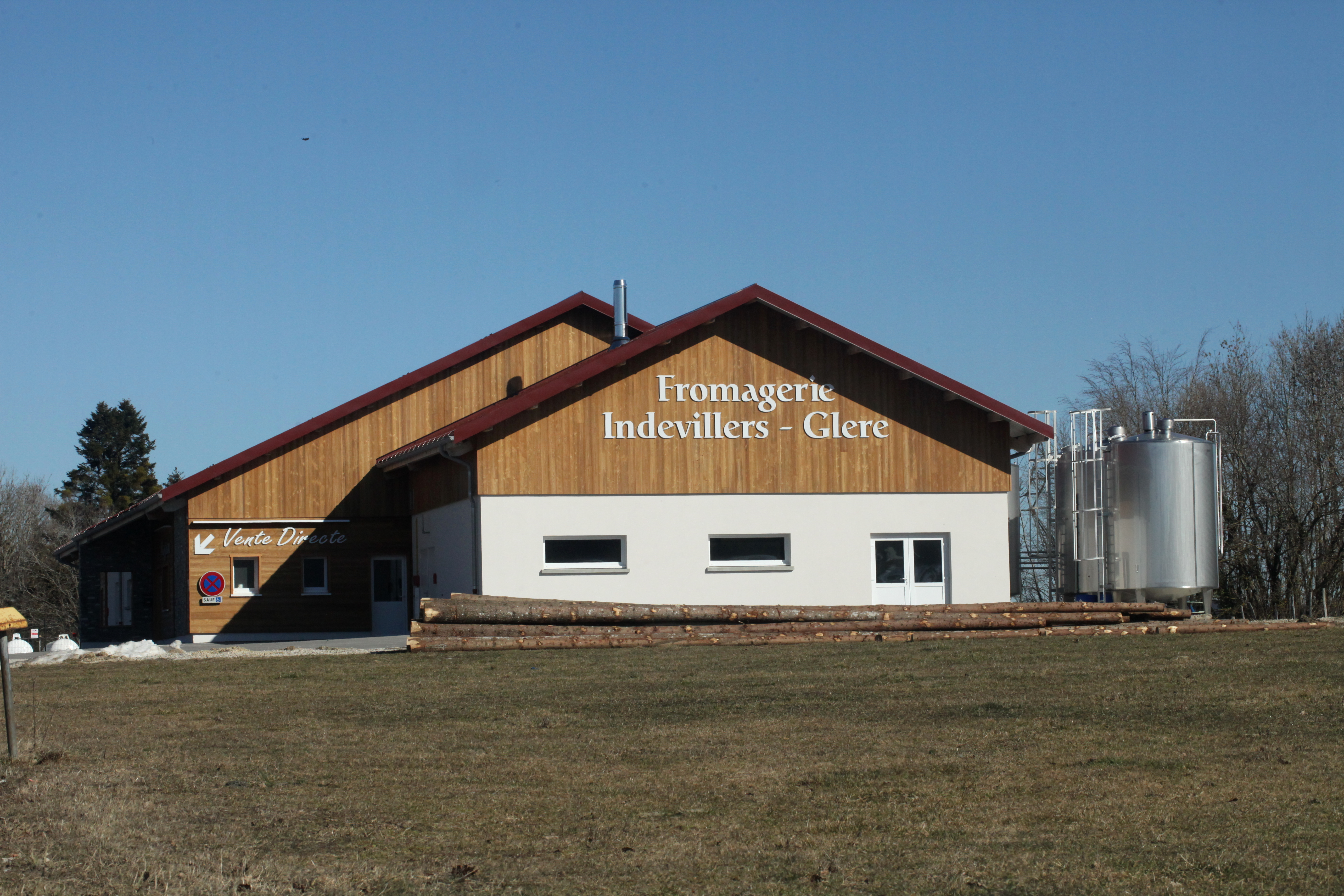
Fruitière.
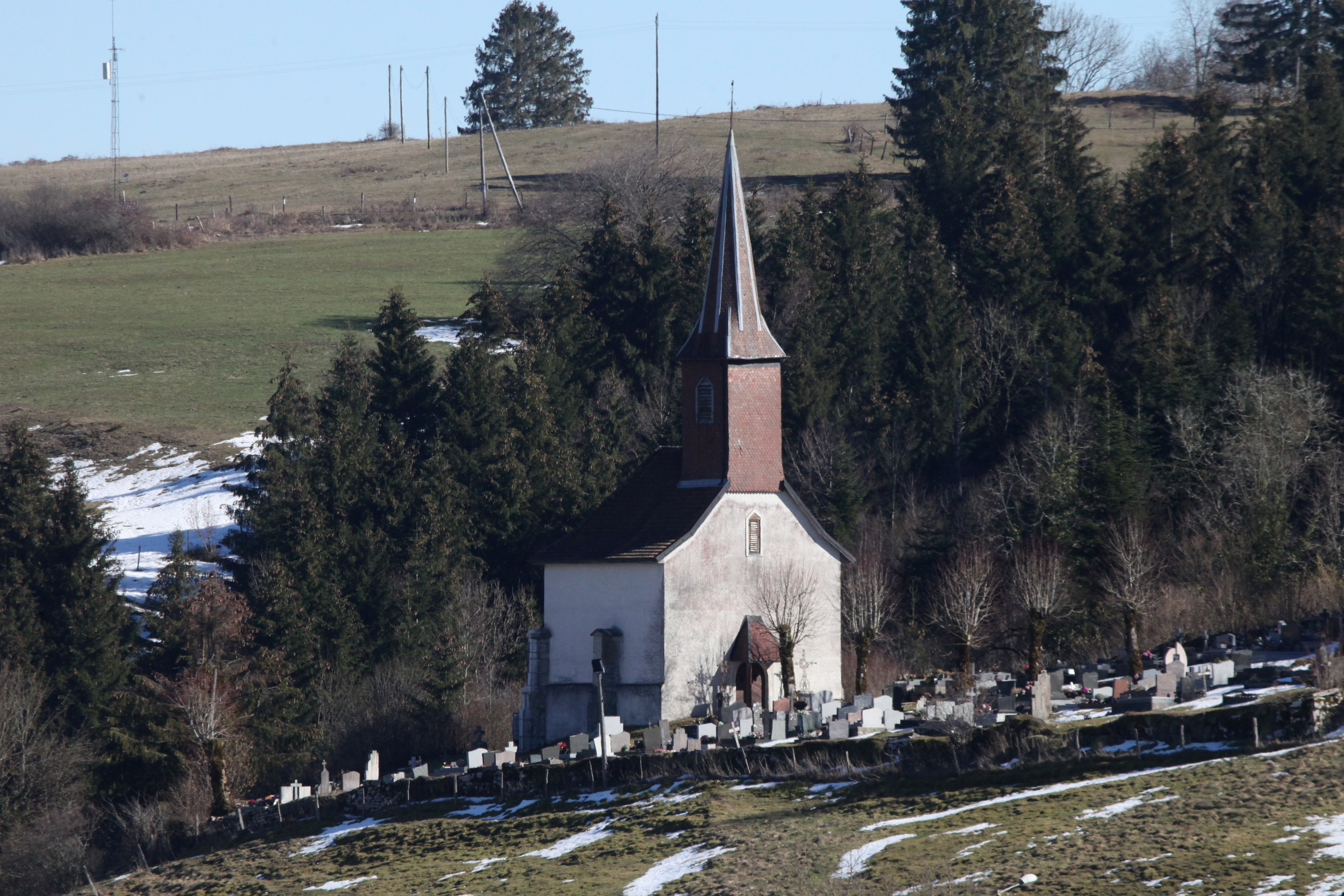
Chapelle.

## Personnalités liées à la commune
- Jean-François Voisard, homme politique, né le 7 novembre 1765 à Indevillers

## Appellations d'origine contrôlée
Indevillers est situé sur le territoire des AOC pour le morbier, le comté et le gruyère.

## Catastrophes naturelles et risques
Parmi les risques naturels et technologiques recensés sur la commune figure la rupture de barrage.
S'agissant des catastrophes naturelles passées, Indevillers a subi des inondations, coulées de boue et mouvements de terrain à la fin du mois de décembre 1999.